# Người hiện đại châu Âu sơ khai

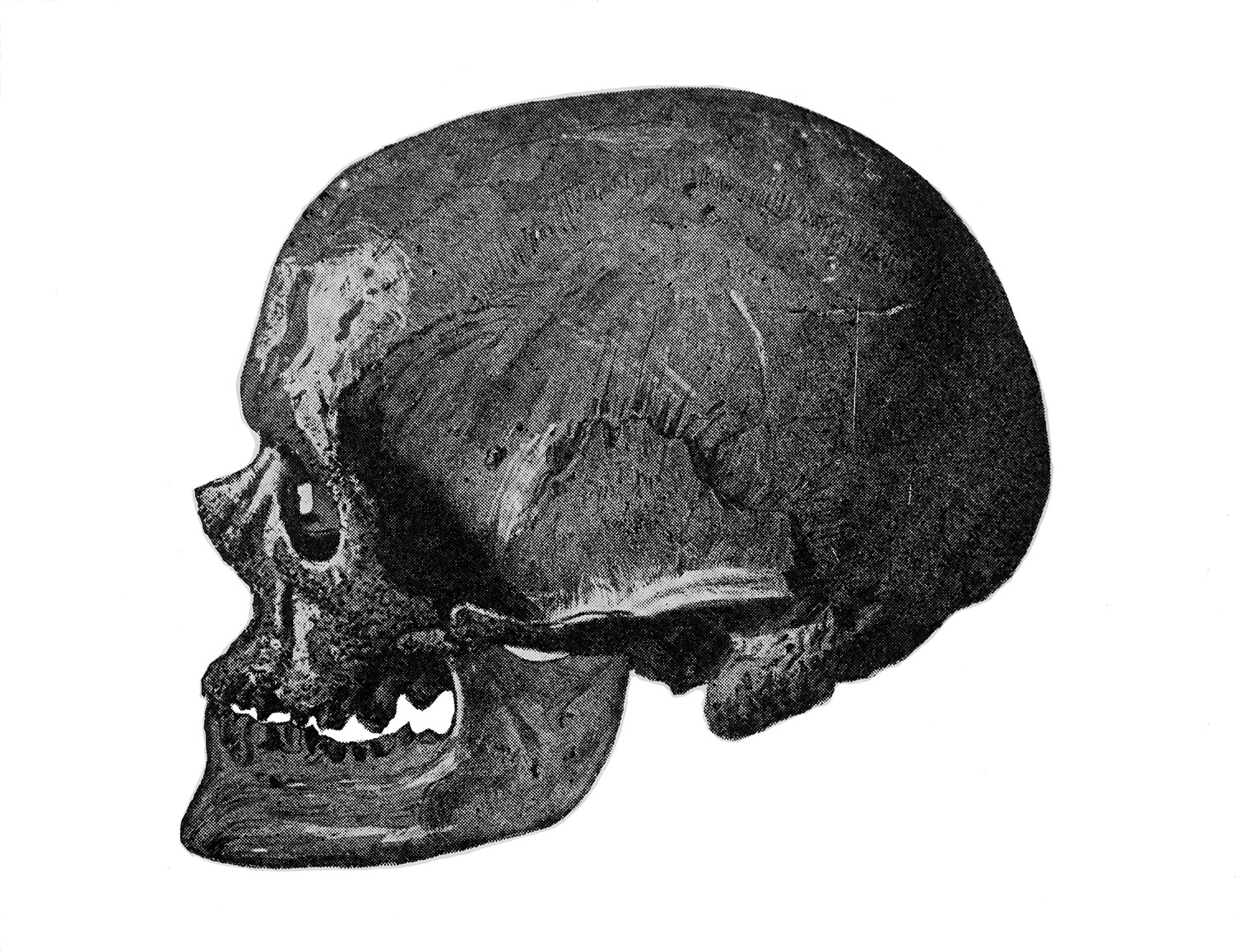
Hộp sọ Cro-Magnon 1 của một cá nhân già lão

Người hiện đại Châu Âu sơ khai (tiếng Anh: Early European modern humans; viết tắt là EEMH), hay người Cro-Magnon (phiên âm tiếng Việt: Crômanhôn hay Crô-manhông), là các quần thể người hiện đại sơ khai (Homo sapiens) từ Tây Á đầu tiên đặt chân đến Châu Âu, và sinh sống liên tục tại đây từ khoảng sớm nhất là 56.800 năm trước. Họ đã tiếp xúc và giao phối với các quần thể Neanderthal bản địa (H. neanderthalensis) của Châu Âu và Tây Á, loài mà về sau tuyệt chủng vào khoảng 40.000 đến 35.000 năm trước. Tất cả người EEHM kể từ thời điểm 37.000 năm trước trở đi đều là hậu duệ của một quần thể nền móng duy nhất, có đóng góp thành phần di truyền cho người Châu Âu hiện đại. Người EEMH là chủ nhân của nhiều nền văn hóa hậu kỳ đá cũ, quan trọng nhất trong số đó là văn hóa Aurignac, được tiếp nối bởi văn hóa Gravette vào khoảng 30.000 năm trước. Do biến đổi khí hậu trong giai đoạn Cực đại băng hà cuối cùng (LGM), văn hóa Gravette chia tách tiếp thành hai nền văn hóa là Epi-Gravette ở phía đông và Solutré ở phía tây, đạt đỉnh cao cách đây 21.000 năm. Đồng thời với sự ấm lên của Châu Âu lục địa, văn hóa Solutré dần chuyển biến thành văn hóa Magdalénien vào 20.000 năm trước, và quần thể người này đã tái chiếm Châu Âu. Văn hóa Magdalénien và Epi-Gravette đã mở đường cho sự phát triển của các nền văn hóa thời đại đồ đá giữa, song song với sự tuyệt chủng của các loài mồi lớn và sự khép lại của thời kỳ băng hà cuối cùng.
Về mặt giải phẫu, người EEMH tương đối giống người Châu Âu hiện đại, song họ có thân hình lực lưỡng hơn, khuôn mặt rộng hơn, đường gờ lông mày nổi bật hơn, và răng to hơn. Các mẫu vật EEMH cổ nhất sở hữu một số đặc điểm giống người Neanderthal. Những người EEMH đầu tiên có làn da sẫm màu; trên thực tế, phải tới khoảng 30.000 năm trước thì tính trạng da trắng ở người mới xuất hiện. Họ rất cao lớn, có vóc dáng ngang bằng người hiện đại hậu-công nghiệp; họ đã kiến tạo các tuyến giao thương có thể kéo dài tới 900 km (560 mi), và thường xuyên săn bắt những loài thú lớn. Trước giai đoạn LGM, mật độ dân số EEMH còn khá thấp, tuy lại lớn hơn đáng kể mật độ dân số Neanderthal, có lẽ bởi tỉ lệ chết trẻ cao hơn của người Neanderthal; tuổi thọ trung bình của cả hai loài người đương thời đều dưới 40 tuổi. Sau thời kỳ LGM, mật độ dân số của họ tăng lên do các cộng đồng ít di chuyển hơn, tuy nhiên nhu cầu tiêu thụ thực phẩm tăng cao song song với sự khan hiếm thú mồi cỡ lớn đã khiến họ phải lệ thuộc hơn vào thú mồi cỡ nhỏ và thủy sản, hơn nữa còn khiến họ phải áp dụng kiểu săn lùa mồi và giết thịt cả đàn. Người EEMH biết chế tác vũ khí săn bắn như giáo mác, gẩy phóng lao và lao móc. Ngoài ra, họ đã thuần chủng được chó. Người EEMH dường như dựng các trại tạm bợ trên đường di chuyển, ví dụ như những chiếc lều làm bằng xương voi ma-mút trên Đồng bằng Đông Âu của văn hóa Gravette .

## Niên đại

Sơ đồ biểu thị địa điểm các di chỉ của văn hóa Aurignac trước Cực đại băng hà cuối cùng (LGM).

Khi người hiện đại sơ khai (Homo sapiens) di cư vào Châu Âu, họ tiếp xúc với người Neanderthal (H. neanderthalensis) đã có mặt ở đó từ hàng trăm ngàn năm trước. Năm 2019, nhà cổ nhân học người Hy Lạp Katerina Harvati và đồng sự lập luận rằng hai mẫu sọ 210.000 năm tuổi được tìm thấy trong Hang Apidima, Hy Lạp, thuộc về người hiện đại chứ không phải người Neanderthal — nếu điều này đúng thì chứng tỏ quần thể người hiện đại ở đây có một lịch sử lâu dài đáng ngạc nhiên — song vào năm 2020, kết luận này bị bác bỏ bởi nhà cổ nhân học người Pháp Marie-Antoinette de Lumley và các đồng sự. Khoảng 60.000 năm trước, giai đoạn đồng vị oxy 3 khởi phát, đặc trưng với các kiểu mẫu khí hậu hỗn loạn kèm theo sự thoái lui bất thường của rừng cây cạnh các khu vực thảo nguyên.
Dấu hiệu sớm nhất về sự di cư của người hiện đại hậu kỳ đá cũ vào Châu Âu là một loạt các mảnh răng cùng nhiều công cụ đá thuộc kỹ nghệ Neronian ở Grotte Mandrin, Malataverne, Pháp. Một nghiên cứu năm 2022 định tuổi các mẫu vật vào khoảng 56.800-51.700 năm trước. Văn hóa Neronian là một trong những kỹ nghệ có liên hệ với người hiện đại mà được coi là sự quá độ từ trung kỳ sang hậu kỳ đá cũ. Ngoài ra, ta cũng đã phát hiện kỹ nghệ Bohunician Balkan bắt đầu từ 48.000 năm trước, rất có thể là hậu duệ của kỹ nghệ Emiran Levant, và các hóa thạch cổ thứ nhì có niên đại trong khoảng 45–43 ngàn năm trước ở Bulgaria, Ý, và Anh. Không rõ những người này khi tây tiến đã men theo sông Danube hay theo đường bờ Địa Trung Hải. Khoảng 45-44 ngàn năm trước, văn hóa tiền-Aurignac — nền văn hóa hậu kỳ đá cũ Châu Âu được công nhận rộng rãi nhất, có lẽ phát sinh từ văn hóa Ahmar Cận Đông — đã di tản khắp Châu Âu. Sau thời điểm 40.000 năm trước, đồng thời với sự kiện Heinrich 4, văn hóa Aurignac lõi biến đổi ở miền Nam-Trung Châu Âu, rồi nhanh chóng thay thế tất cả các nền văn hóa khác trên lục địa. Làn sóng nhập cư này của người hiện đại đã thay thế các quần thể Neanderthal cũng như kỹ nghệ Moustier của họ. Ở thung lũng Danube, nếu so sánh với các nền văn hóa trước, các địa điểm khảo cổ thuộc văn hóa Aurignac rất thưa thớt và lẻ tẻ cho tới tầm 35.000 năm trước. Từ đó trở đi, "văn hóa Aurignac Điển hình" cực kỳ phổ biến và kéo dài cho tới 29.000 năm trước.
Văn hóa Aurignac từng bước một bị thế chỗ bởi văn hóa Gravette, song ta chưa rõ văn hóa Aurignac tuyệt diệt khi nào bởi vì định nghĩa của nó còn mơ hồ. Các công cụ "Aurignacoid" (có dạng thù Aurignac) hoặc "Epi-Aurignac" đã được xác định là tồn tại cho đến khoảng 18-15 nghìn năm trước. Hơn nữa ta cũng chưa rõ văn hóa Gravette bắt nguồn từ đâu, bởi lẽ nó rất khác biệt so với văn hóa Aurignac (có lẽ không phải hậu duệ). Dẫu vậy, bằng chứng di truyền cho thấy dòng dõi Aurignac đã hoàn toàn tuyệt nòi. Các giả thuyết về sự nở rộ của văn hóa Gravette bao gồm sự chuyển biến ở Trung Âu từ văn hóa Szeleta (phát triển từ văn hóa Bohunician) tồn tại từ 41-37 nghìn năm trước; hoặc từ văn hóa Ahmar hoặc các nền văn hóa tương tự tồn tại ở Cận Đông hoặc dãy Kavkaz trước thời điểm 40.000 năm trước. Hơn nữa cũng có tranh cãi tương ứng về niên đại xuất hiện sớm nhất của kỹ nghệ Gravette: giả thuyết trước thì cho rằng nó tọa lạc ở Đức tầm 37.500 năm trước, còn giả thuyết sau cho rằng nó là mái đá Buran-Kaya III 38-36 nghìn năm tuổi ở bán đảo Krym. Dù gì đi chăng nữa, văn hóa Gravette xuất hiện đúng thời điểm khí hậu Trái Đất hạ nhiệt đáng kể. Quần thể nền móng của tất cả người EEMH hậu thế đã từng tồn tại vào khoảng 37.000 năm trước, và Châu Âu sẽ tiếp tục bị cô lập về mặt di truyền khỏi phần còn lại của thế giới trong vòng 23.000 năm tới.

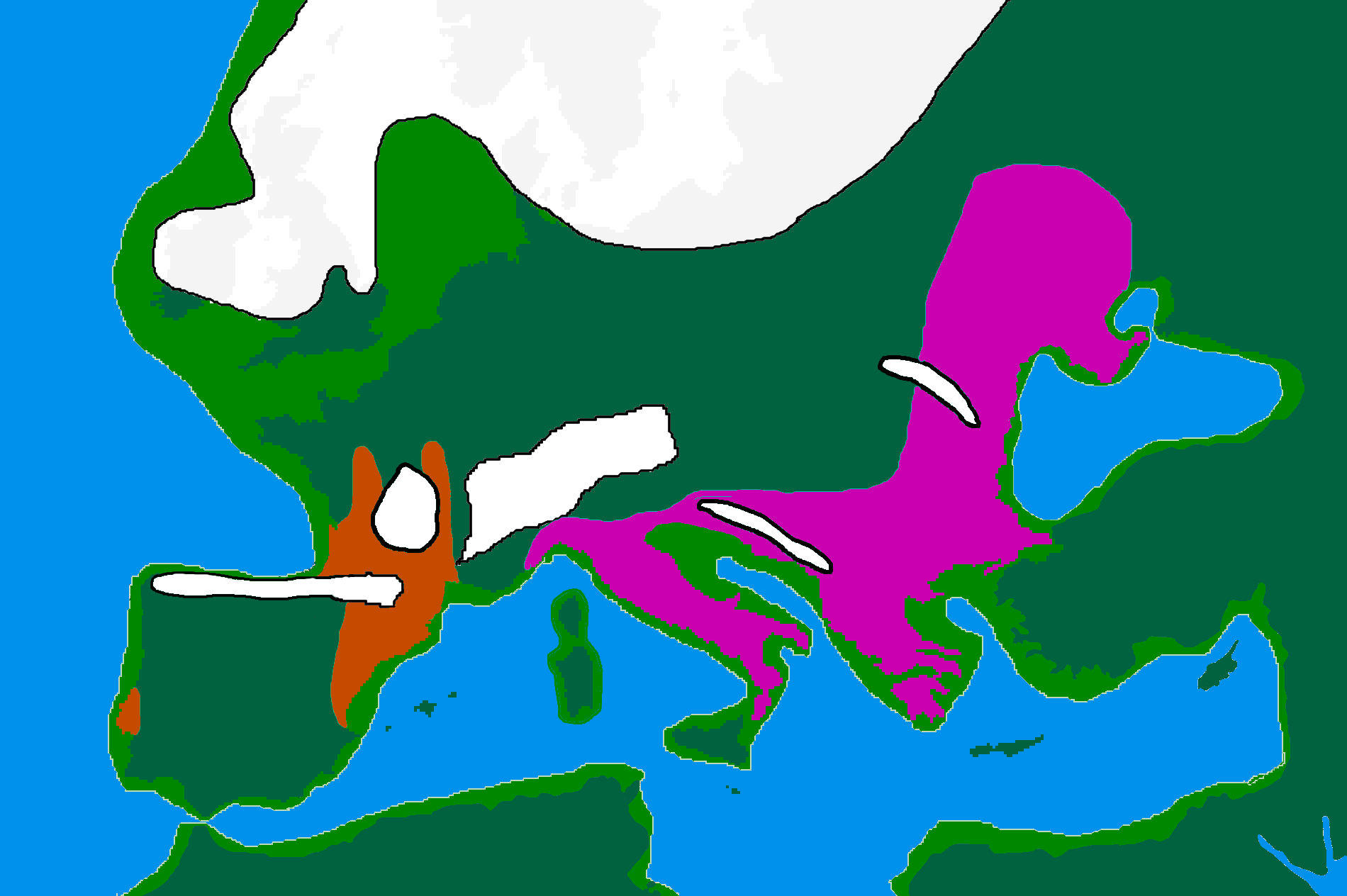
Các refugium LGM khoảng 20.000 năm trước
Văn hóa Solutré
Văn hóa Epi-Gravette

Khoảng 29.000 năm trước, giai đoạn đồng vị oxy 2 bắt đầu, khiến nhiệt độ toàn cầu sụt giảm. Quá trình này đạt đỉnh điểm tầm 21.000 năm trước trong Cực đại băng hà cuối cùng (LGM) khiến Scandinavia, vùng Baltic, và Quần đảo Anh bị phủ băng hà, và tạo điều kiện cho băng mùa đông lan tới tận bờ biển Pháp. Dãy Alps cũng bị đóng băng và phần lớn Châu Âu biến thành hoang mạc địa cực. Vùng bờ Địa Trung Hải bị chi phối bởi đồng bằng ma-mút và đồng bằng xen lẫn rừng cây. Theo hệ quả, phần lớn Châu Âu không thích hợp cho con người định cư, và hai văn hóa hoàn toàn mới xuất hiện để thích ứng với môi trường đổi thay: văn hóa Solutré ở tây nam Châu Âu, phát minh ra nhiều kỹ thuật mới; và văn hóa Epi-Gravette trải dài từ Ý tới Đồng bằng Đông Âu, cải biến các kỹ thuật Gravette trước đó. Tộc Solutré chiếm cứ khu vực đóng băng vĩnh cửu, còn tộc Epi-Gravette bị mặc kẹt ở những vùng tuy ít khắc nghiệt hơn song vẫn đóng băng theo mùa. Rất ít di chỉ khảo cổ trong khoảng niên đại này đã được phát hiện. Các sông băng bắt đầu thoái lui vào khoảng 20.000 năm trước, và văn hóa Solutré đã diễn tiến thành văn hóa Magdalénien rồi tái chiếm Tây-Trung Âu trong vòng vài nghìn năm kề sau. Bắt đầu từ sự kiện Dryas Già (khoảng 14.000 năm trước) trở đi, các truyền thống Magdalénien cuối cùng như Azilian, Hamburgian, và Creswellian, mới dần xuất hiện. Trong giai đoạn ấm Bølling–Allerød, các gen Cận Đông bắt đầu hiện diện ở người Châu Âu, báo hiệu sự kết thúc cô lập di truyền tại lục địa này. Có lẽ do động vật lớn ngày một khan hiếm, văn hóa Magdalénien và Epi-Gravette dần bị thay thế hoàn toàn bởi kỹ nghệ đồ đá giữa khi Châu Âu bước vào thế Toàn Tân.
Người hiện đại đã hoàn toàn tái định cư Châu Âu vào đợt tối ưu khí hậu Toàn Tân (9-5 nghìn năm trước). Quần thể săn bắt-hái lượm phía tây (Western Hunter-Gatherers hay WHG) đồ đá giữa, cùng với quần thể Bắc Á-Âu cổ (Ancient North Eurasians hay ANE) hậu duệ của văn hóa Mal'ta–Buret' Siberi và quần thể săn bắt-hái lượm Caucasus (Caucasus Hunter-Gatherers hay CHG), đã đóng góp phần lớn thành phần di truyền của họ vào bộ gen người Châu Âu ngày nay (một bộ gen Âu châu điển hình có thể chứa từ 40–60% thành phần WHG). Di cốt Loschbour 8.000 năm tuổi thuộc thời đại đồ đá giữa dường như cũng có thành phần di truyền tương tự. Nông dân thời đại Đồ đá mới ở Cận Đông, tách ra từ các quần thể săn bắt-hái lượm Châu Âu khoảng 40.000 năm trước, đã tỏa khắp Châu Âu vào thời điểm 8.000 năm trước, mở ra thời đại đồ đá mới với các quần thể Nông dân Âu châu Sơ khai (EEF). EEF đóng góp 30% thành phần tổ tiên cho các quần thể Baltic ngày nay, và lên tới 90% cho các quần thể Địa Trung Hải ngày nay. Quần thể Địa Trung Hải có lẽ thừa kế di truyền từ WHG thông qua quá trình xâm nhập gen EEF. Quần thể săn bắt-hái lượm phía đông (EHG) xác định quanh dãy núi Ural cũng đã phát tán, và quần thể săn bắt-hái lượm Scandinavia (SHG) có vẻ là sự hỗn dung giữa WHG và EHG. Khoảng 4.500 năm trước, các nền văn hóa Yamna và Corded Ware từ những đồng cỏ phương đông đã mang đến Châu Âu đồ đồng, tiếng Ấn-Âu nguyên thủy, và ít nhiều thành phần di truyền như ngày nay mà ta thấy ở người Châu Âu.

## Phân loại học

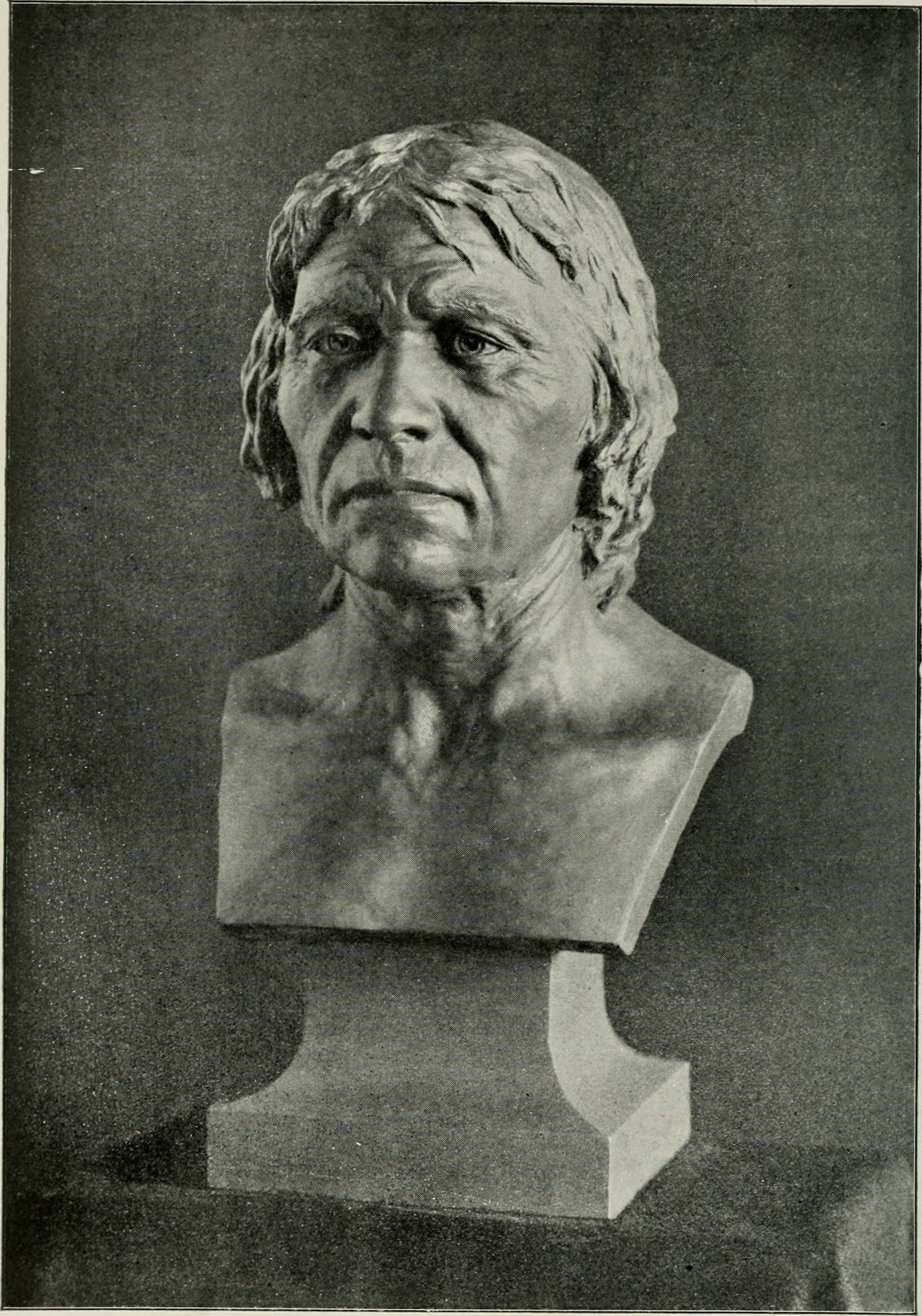
Phỏng dựng bán thân mẫu Cro-Magnon 1 già lão vào năm 1916

Người EEMH thường được gọi là "người Cro-Magnon" trong các tài liệu chuyên ngành lịch sử cho tới những năm 1990 khi mà thuật ngữ "người hiện đại về mặt giải phẫu" trở nên phổ biến hơn. Danh ngữ "Cro-Magnon" bắt nguồn từ 5 bộ cốt được phát hiện bởi nhà cổ sinh học người Pháp Louis Lartet vào năm 1868 tại Mái đá Cro-Magnon, Les Eyzies, Dordogne, Pháp, sau khi khu vực này được phát lộ trong quá trình thi công trạm xe lửa. Các hóa thạch và di vật từ thời đá cũ thực chất đã được biết đến từ hàng thập kỷ trước, song chúng lại được giới khoa học Tây phương bấy giờ diễn giải theo mô hình tạo hóa (vì quan niệm tiến hóa chưa được hiểu rõ). Chẳng hạn, mẫu vật Aurignac có biệt danh Red Lady of Paviland (thực chất là nam giới) từ Nam Wales từng được nhà địa chất học Reverend William Buckland hồi năm 1822 nhận dạng nhầm là một công dân của Anh thuộc La Mã. Các tác giả hậu thế thì tranh luận về vấn đề liệu bộ xương có phải là bằng chứng của người tiền-hồng thủy ở Anh, hay là nó đã bị cuốn trôi khỏi vùng định cư bởi một trận lũ lớn. Buckland cho rằng mẫu vật này là nữ giới bởi vì nó được chôn cùng các đồ tùy táng như vỏ sò, các cây gậy và vòng làm từ ngà, và một cái xiên làm từ xương chó sói; ngoài ra còn khẳng định (dường như chỉ mang tính chất cợt nhảm) đống trang sức là bằng chứng về thuật phù thủy. Phong trào đồng nhất luận lúc bấy giờ đang ngày càng được chấp thuận bởi đông đảo các nhà địa chất học, dẫn đầu bởi Charles Lyell; theo đó lập luận rằng các chất liệu hóa thạch có thể còn lâu đời hơn những gì được ghi trong Kinh Thánh.
Sau khi trước tác Nguồn gốc các loài của Charles Darwin được xuất bản vào năm 1859, các nhà nghiên cứu chủng tộc bắt đầu phân chia nhân loại thành các cận loài hoặc cận chủng giả định, dựa trên các chỉ số không đáng tin cậy và ngụy khoa học lấy từ các ngành nhân trắc học, tướng mạo học, và não tướng học, cho tới tận thế kỷ thứ 20.:93–96 Đây có thể coi là sự tiếp nối của công trình Systema Naturae (1735) do Carl Linnaeus khởi xướng, trong đó ông trình bày mô hình phân loại sinh vật như ta đã biết ngày nay. Theo đó, con người được định danh là Homo sapiens, kèm theo các cận loài phỏng đoán dựa trên các định nghĩa về hành vi mang tính phân biệt chủng tộc (tuân theo các khái niệm của học thuyết chủng tộc lịch sử): "H. s. europaeus" (người gốc Âu, chi phối bởi pháp quyền), "H. s. afer" (người gốc Phi, bốc đồng), "H. s. asiaticus" (người gốc Á, thiển kiến), và "H. s. americanus" (người bản địa châu Mỹ, phong tục tập quán). Hệ thống phân loại chủng tộc được áp dụng rộng ra cho các mẫu hóa thạch, bao trọn cả người EEMH và người Neanderthal, sau khi chiều sâu niên đại của chúng đã được công nhận rộng rãi.:110 Năm 1869, Lartet đã đề xuất đặt danh pháp "H. s. fossilis" cho các di cốt Cro-Magnon. Một số cận chủng ví dụ khác của 'chủng Cro-Magnon' bao gồm: "H. pre-aethiopicus" cho một mẫu sọ ở Dordogne có "nét Ethiopic"; "H. predmosti" hay "H. predmostensis" cho một loạt các sọ tìm thấy ở Brno, Cộng hòa Czech, được cho là dạng quá độ giữa người Neanderthal và EEMH;:110–111 H. mentonensis cho một mẫu sọ ở Menton, Pháp;:88 "H. grimaldensis" cho người Grimaldi và các bộ cốt gần Grimaldi, Monaco;:55 và "H. aurignacensis" hay "H. a. hauseri" cho mẫu sọ Combe-Capelle.:15
Các 'chủng tộc hóa thạch' này, kèm theo các ý tưởng của Ernst Haeckel về sự tồn tại của các chủng tộc lạc hậu chưa đạt đến độ chín muồi văn minh (còn gọi là chủ nghĩa Darwin xã hội), đã gieo rắc vào tâm thức người Châu Âu bấy giờ cái quan điểm cho rằng: người da trắng văn minh tiến hóa từ tổ tiên vượn nhân nguyên thủy ngu đần thông qua một loạt các chủng tộc man dã trung gian. Hồi đó, đường gờ lông mày nổi bật được cho là tính trạng giống vượn, do vậy nên người Neanderthal (kể cả thổ dân Úc) bị coi là chủng tộc thấp kém.:116 Những hóa thạch ở Châu Âu lúc ấy được xem như là những tổ tiên của các chủng Châu Âu sinh tồn.:96 Một trong những nỗ lực sớm nhất nhằm phân loại người EEMH đã được thực hiện bởi hai nhà nhân chủng học Joseph Deniker và William Z. Ripley vào năm 1900. Hai ông nhận xét EEMH là những người tiền-Arya cao ráo và thông minh, thượng đẳng hơn các chủng khác, phát tích từ vùng Scandinavia và Đức.  Học thuyết chủng tộc về sau xoay quanh các chủng tộc (cận loài) thượng đẳng, tóc vàng hơn, da trắng hơn, tiến hóa ở Trung Âu và phát tán theo các làn sóng thay thế tổ tiên da tối màu, cô đọng ở "chủng Bắc Âu". Những khẳng định kiểu này cộng hưởng với chủ nghĩa duy Bắc Âu và chủ nghĩa Toàn Đức (tức là, chủng Arya thượng đẳng), nổi tiếng ngay trước Thế chiến I, về sau được Đức Quốc xã sử dụng để hợp thức hóa cuộc chinh phục Châu Âu và tính thượng đẳng của dân tộc Đức trong Thế chiến II.:203–205 Vóc dáng là một trong các đặc điểm dùng để nhận dạng cận chủng, vậy nên các mẫu EEMH cao lớn ở các di chỉ Cro-Magnon, Paviland, và Grimaldi của Pháp được cho là tổ tiên của "chủng Bắc Âu", và các mẫu nhỏ nhắn hơn ở Combe-Capelle và Chancelade (cũng từ Pháp) được coi là tiền thân của "chủng Địa Trung Hải" hay "chủng Eskimoid". Các bức tượng Vệ Nữ — khắc họa những người phụ nữ mang thai với bầu vú và hông phồng to lên — được dùng làm bằng chứng chỉ tới sự hiện diện của "chủng Negroid" ở Châu Âu thời đá cũ, bởi vì chúng được diễn giải là hình tượng phụ nữ mắc chứng mông nhiều mỡ (thường thấy ở phụ nữ tộc San của Nam Phi) và kiểu tóc ở một số bức cũng trông giống tóc của Ai Cập cổ đại. Tới những năm 1940, phong trào thực chứng chủ nghĩa — chủ trương đấu tranh loại bỏ chủ quan văn hóa-chính trị khỏi khách quan khoa học, vốn đã bắt đầu từ khoảng một thế kỷ trước — trở nên thời thượng trong giới nhân chủng học Châu Âu. Chính vì điều này và mối liên hệ của thuyết chủng tộc với chủ nghĩa Đức Quốc xã, nghiên cứu chủng tộc đã rơi vào quên lãng.:137

## Sinh học

### Đặc tính thể chất

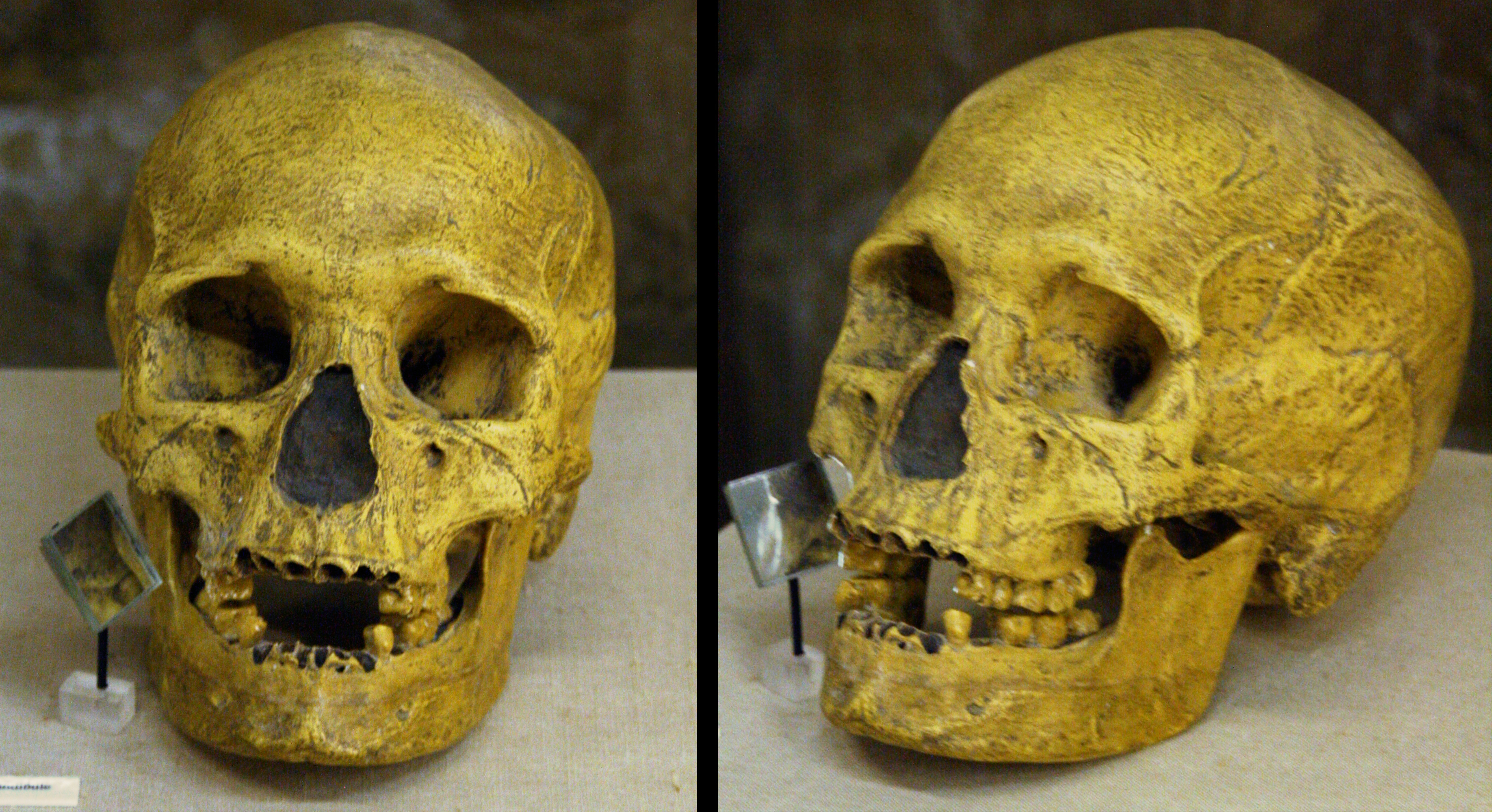
Sọ của người phụ nữ Abri Pataud

Thể tích nội sọ trung bình của 28 mẫu vật người hiện đại trong khoảng 190-25 nghìn năm trước được ước tính là 1.478 cc (90,2 in khối), và đối với mẫu hẹp hơn gồm 13 cá thể thì thể tích nội sọ trung bình là 1.514 cc (92,4 in khối). Để đối chiếu, theo một ước tính, thể tích sọ trung bình của người ngày nay là 1.350 cc (82 in khối), rõ ràng nhỏ hơn. Sở dĩ có điều này là bởi não EEMH, tuy vẫn nằm trong phạm vi khả dĩ của não người ngày nay, có chiều dài thùy trán trung bình lớn hơn và thùy chẩm ở vị trí cao hơn. Tuy nhiên, thùy đỉnh của EEMH lại khá ngắn. Không rõ liệu đặc điểm này có tạo nên sự khác biệt hành vi giữa người hiện đại thời đó và người hiện đại ngày nay hay không.
Về mặt thể chất, người EEMH giống người ngày nay ở nhiều bình diện: hộp sọ hình cầu, khuôn mặt dẹt, gờ lông mày mảnh dẻ, và cằm nổi rõ. Tuy vậy, xương EEMH dày và khỏe hơn. Những EEMH sớm nhất thường sở hữu các đặc điểm giống người Neanderthal. Cụ thể, tộc Aurignac thể hiện nhiều tính trạng giống người Neanderthal nhất, ví dụ như chỏm sọ hơi bẹt và búi chẩm trồi ra phía sau sọ (đôi khi khá nổi bật). Các đặc điểm này ở tộc Gravette có tần suất ít đi hẳn. Trong chuyên luận hình thái học năm 2007 của mình, nhà cổ nhân học Erik Trinkaus kết luận rằng những đặc điểm như thế là kết quả của sự xâm nhập gen Neanderthal, rốt cuộc đã bị chắt lọc khỏi vốn gen của người hiện đại.

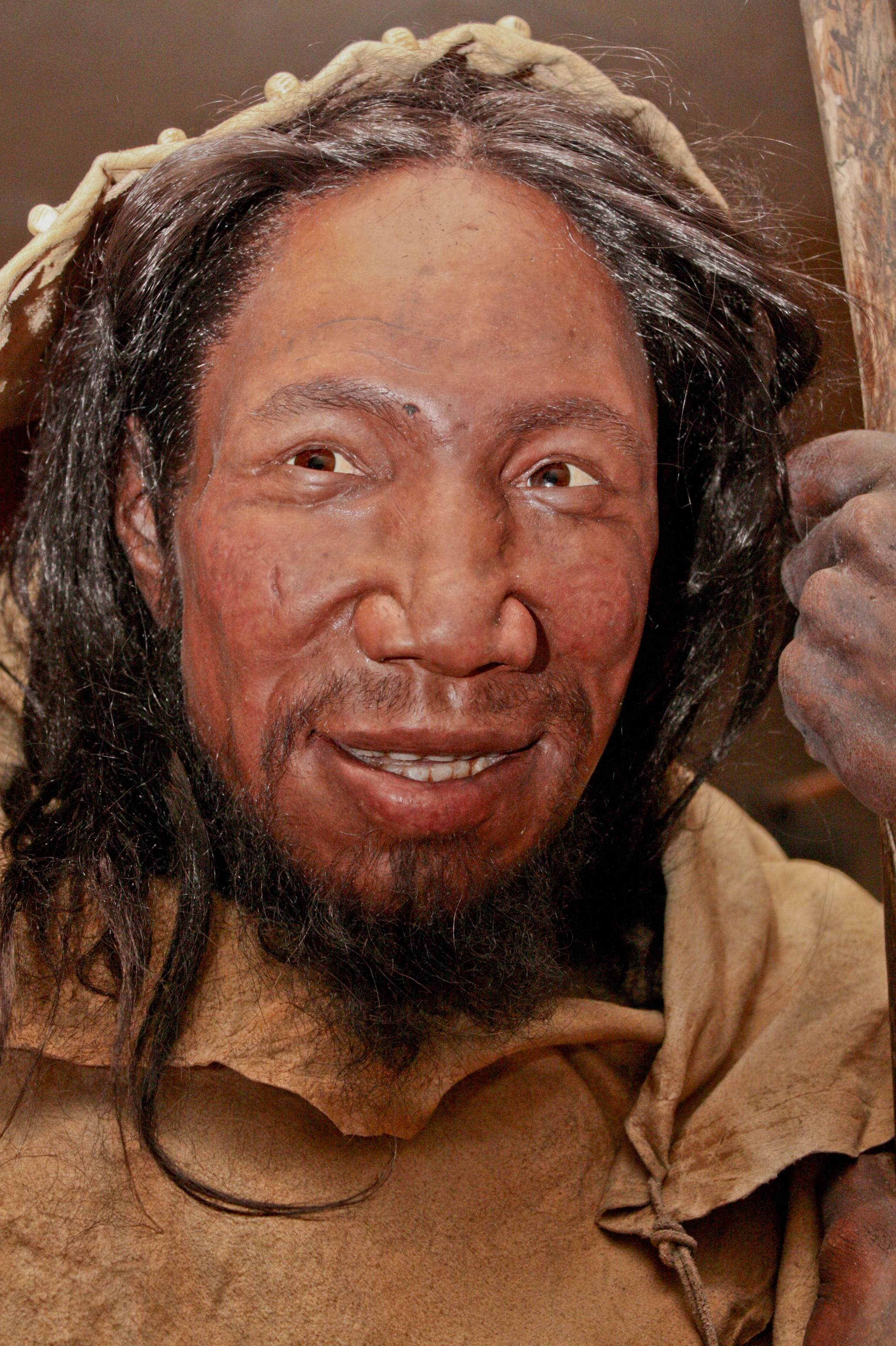
Phục dựng chân dung mẫu vật Oase 2 đã 40.000 năm tuổi. Cá nhân này không có quan hệ huyết thống với bất kỳ một người còn sống nào.

Ở Tây Âu hậu kỳ đá cũ sớm, vóc dáng trung bình của 20 nam và 10 nữ người hiện đại được ước tính lần lượt ở mức 176,2 cm (5 ft 9 in) và 162,9 cm (5 ft 4 in), ngang bằng người hiện đại hậu-công nghiệp. Trái lại, đối với mẫu 21 nam và 15 nữ Tây Âu hậu kỳ đá cũ muộn, mức trung bình là 165,6 cm (5 ft 5 in) và 153,5 cm (5 ft). Không rõ vì sao người EEMH cao lớn hơn, nhất là khi các động vật sống ở đới khí hậu lạnh thường có chi vận động ngắn và thấp lùn để giữ nhiều nhiệt nhất có thể. Một số giả thuyết giải thích cho điều này bao gồm: sự lưu tồn vóc dáng cao lớn của tổ tiên; chế độ ăn đủ dinh dưỡng hơn từ thịt của các loài thú mồi lớn mà về sau bị tuyệt chủng ở Châu Âu; sự thích nghi chức năng để có sải tay sải chân rộng hơn, nhằm tối ưu di chuyển để có thể bắt kịp hươu nai; tính lãnh thổ tăng cao trong các quần thể EEMH muộn làm giảm dòng gen giữa các cộng đồng và làm tăng tỉ lệ hôn phối cận huyết; thiên vị thống kê gây ra bởi cỡ mẫu nhỏ; hoặc bởi lẽ những cá nhân cao lớn thời tiền-LGM có ưu thế xã hội nên được mai táng chu toàn hơn.
Trước khi ngành di truyền học phát triển như ngày nay, người ta đã từng lầm tưởng rằng EEMH có làn da màu trắng giống người Châu Âu hiện nay, đặc điểm mà giúp họ hấp thụ vitamin D từ ánh sáng yếu ớt của Mặt Trời phương bắc. Tuy nhiên, trong số 3 gen chính góp phần tạo nên làn da trắng ấy — KITLG, SLC24A5, và SLC45A2 — thì hai cái sau, cũng như gen TYRP1 có liên hệ với màu tóc và màu mắt sáng, mới chỉ trải qua chọn lọc dương tính vào khoảng muộn nhất là 19-11 nghìn năm về trước trong thời kì quá độ đồ đá giữa. Biến thể gen liên quan đến mắt xanh ở người hiện nay, OCA2, có vẻ được thừa kế từ một tổ tiên chung cách đây 10–6 nghìn năm sống đâu đó ở Bắc Âu. Thời điểm muộn như vậy dường như là do dân số thấp và/hoặc sự di cư vượt lục địa cần thiết cho sự thay đổi màu da, màu tóc, và màu mắt hiếm khi xảy ra. Riêng gen KITLG trải qua chọn lọc dương tính ở người EEMH (cũng như ở người Đông Á) sớm tận 30.000 năm về trước.

### Di truyền học
Tuy người hiện đại về mặt giải phẫu đã có mặt bên ngoài châu Phi dường như sớm tận 250.000 năm trước trong các quãng thời gian biệt lập, song các quần thể người ngoại-Phi châu hiện nay bắt nguồn chủ yếu từ cuộc bành trướng diễn ra cách đây 65–55 nghìn năm. Sự biến này vốn phát sinh từ làn sóng mở rộng nội vùng Đông Phi của nhóm đơn bội ADN ty thể L3. Phân tích ADN ty thể xác định EEMH là nhánh chị em của các nhóm người Đông Á hậu kỳ đá cũ, theo đó thì sự phân tách giữa hai dòng người có lẽ xảy ra cách đây 50.000 năm.
Các nghiên cứu di truyền ban đầu về EEMH vào năm 2014, cụ thể là mẫu Kostenki-14 37.000 năm tuổi, đã xác định 3 dòng dõi chính mà cũng xuất hiện ở người Châu Âu hiện nay: một dòng liên hệ với tất cả EEMH hậu thế; một dòng "Basal Eurasian" tách khỏi tổ tiên chung của người Âu và người Đông Á trước khi hai nhóm này phân kỳ; và một dòng có liên hệ với di cốt 24.000 năm tuổi tìm thấy tại di chỉ văn hóa Mal'ta–Buret' Siberi (gần Hồ Baikal). Trái lại, Fu et al. (2016), khi đánh giá các mẫu vật Châu Âu cổ hơn, bao gồm hai mẫu Ust'-Ishim và Oase-1 đã 45.000 năm tuổi, không tìm thấy bất cứ dấu vết nào của dòng "Basal Eurasian", và họ cũng không tìm thấy bất cứ bằng chứng nào cho sự xâm nhập gen Mal'ta–Buret' khi xem xét cỡ mẫu EEMH lớn hơn bao quát toàn bộ giai đoạn hậu kỳ đá cũ. Thay vào đó, nghiên cứu cho rằng phần gen lạ kia của người Châu Âu có lẽ bắt nguồn từ sự xâm nhập gen của các quần thể Cận Đông và Siberia diễn ra vào thời kỳ đá mới và đồ đồng (bắt đầu khá muộn vào khoảng 14.000 năm trước). Tất cả các mẫu EEMH, tính từ Kostenki-14 trở đi, đều đóng góp cho bộ gen người hiện nay và gần với người Châu Âu hơn người Đông Á trên phả hệ di truyền. Các mẫu EEMH trước dường như không để lại hậu duệ nào, và dường như cũng chẳng có quan hệ họ hàng, bởi lẽ mỗi mẫu lại đại diện cho một dòng dõi biệt lập khác nhau, hoặc sở hữu thành phần di truyền lai tạp giữa các dòng lớn, hoặc là hậu duệ của các tổ tiên đã phân kỳ từ lâu. Vì vậy, nghiên cứu kết luận rằng, kể từ khoảng 37.000 năm trước trở đi, EEMH đã phát sinh từ một quần thể nền móng duy nhất và bị cô lập sinh sản khỏi phần còn lại của thế giới. Ngoài ra, nghiên cứu cũng cho biết di cốt Aurignac tại Grottes de Goyet, Bỉ, có quan hệ mật thiết với các cư dân Magdalénien tại Cueva de El Mirón, Tây Ban Nha, hơn là với các cư dân Gravette Đông Âu.

## Văn hóa
Dường như kỹ nghệ đồ đá ở Châu Âu trở nên phức tạp hơn sau khi người EEMH thay thế người Neanderthal trong bản ghi khảo cổ. Dựa vào điều này mà giới khảo cổ mới phân định giữa "trung kỳ đá cũ" và "hậu kỳ đá cũ". Giai đoạn quá độ giữa hai niên đại có tên là "Cách mạng thượng kỳ đá cũ," và khái niệm "hiện đại hành vi" thường được liên kết với sự biến đó. Phần lớn giới khảo đồng thuận cho rằng kỹ nghệ và văn hóa thời hậu kỳ đá cũ tiến bộ hơn thời trung kỳ đá cũ, song vẫn chưa có thống nhất xung quanh vấn đề hiện đại hành vi có phải một sự kiện đột biến duy nhất hay nó là một diễn trình bắt đầu rất lâu trước hậu kỳ đá cũ, nhất là khi ta xem xét các bằng chứng khảo cộ ngoài Châu Âu. Các dấu hiệu của hiện đại hành vi bao gồm: sự sản xuất các microlith (vi thạch), sự vận dụng xương và gạc vào việc chế tác công cụ, việc sử dụng các công cụ đập và nghiền, việc trang hoàng bản thân và sự sản xuất biểu tượng, các mạng lưới mậu dịch đường dài, cũng như các kỹ nghệ săn bắt tân tiến. Văn hóa Magdalénien thời đá cũ sản xuất rất nhiều tác phẩm nghệ thuật, thậm chí còn biết trang trí các vật dụng đơn sơ hàng ngày.

### Sắn bắt hái lượm
Trong lịch sử, các nghiên cứu dân tộc chí về chiến lược tự cung tự cấp của các xã hội săn bắt-hái lượm chỉ mới chú trọng vào sự phân công lao động dựa trên giới tính và quá trình săn bắt động vật lớn của đàn ông. Ví dụ đáng chú ý của phương pháp luận này là cuốn sách Man the Hunter (1966) gây nhiều tranh cãi do chỉ đề cập đến tầm quan trọng của đàn ông trong xã hội săn bắt hái lượm. Lúc bấy giờ thì làn sóng nữ quyền thứ hai đang rất lớn mạnh, khiến cho tác phẩm này bị các nhà khảo cổ nữ phản đối kịch liệt. Nhà khảo cổ người Úc Betty Meehan viết bài báo Woman the Gatherer vào năm 1974 để phản biện rằng: đàn bà đóng vai trò cốt yếu trong các cộng động người bởi lẽ họ thu lượm các nguồn thức ăn ổn định hơn như thực vật và thú nhỏ, do việc săn bắt các loài thú lớn rất khó thành công. Kể từ đó, quan niệm "Đàn bà hái lượm" dần nhận được nhiều sự ủng hộ.

### Xã hội

#### Tôn ti xã hội

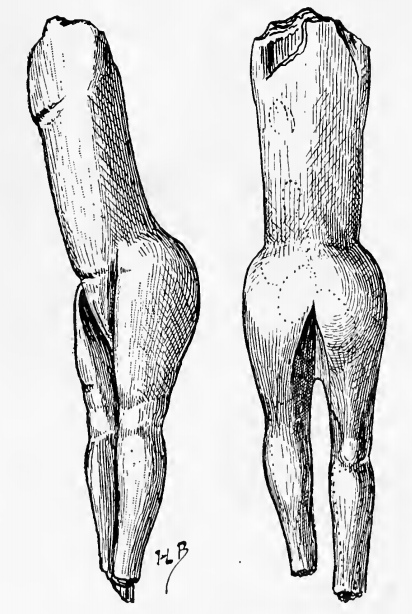
Bức tượng Vệ Nữ đầu tiên được phát hiện, có biệt danh "Vénus impudique" ("Vệ Nữ khiếm nhã"), có lẽ miêu tả thân hình của một thiếu nữ

Trái ngược với sự phổ biến của chế độ phụ quyền trong các xã hội lịch sử, ý tưởng về một xã hội tiền sử chủ yếu là chế độ mẫu quyền hay trọng mẫu (centred on motherhood) lần đầu tiên được nêu lên vào năm 1861 bởi học giả luật khoa Johann Jakob Bachofen. Các mô hình sớm nhất về giả thuyết này cho rằng chế độ một vợ một chồng không quá phổ biến trong quá khứ –  vì vậy, dòng cha khó có thể được truy gốc một cách tường tận bằng dòng mẹ –  kết quả là sự hình thành một xã hội mẫu hệ (và mẫu quyền). Sau đó, các chế độ mẫu quyền bị chinh phục bởi các chế độ phụ quyền vào thuở khai sinh văn minh. Sự biến chuyển từ mẫu quyền sang phụ quyền và sự chấp nhận giả sử chế độ đơn phối được coi là những bước tiến lớn trong ngành khảo cổ. Tuy nhiên, khi những đại biểu hiện vật đá cũ đầu tiên của nhân loại được phát hiện, cái gọi là hình nhân Vệ nữ –  thường khắc họa hình ảnh ngực, mông, và âm hộ của phụ nữ (những khu vực trên cơ thể mà thường bị tình dục hóa trong văn hóa phương Tây) –  lại được diễn giải là những hình ảnh khiêu dâm về bản chất. Ví dụ, bức tượng Vệ nữ đầu tiên được phát hiện có tên là "Vénus impudique" ("Vệ nữ khiếm nhã") theo lựa chọn của nhà thám hiểm Paul Hurault, Đệ bát Hầu tước Vibraye, vì nó không mặc quần áo và lộ rõ âm hộ.